# Chatham (Virgínia)
Chatham é uma cidade  localizada no estado norte-americano de Virginia, no Condado de Pittsylvania.

## Demografia
Segundo o censo norte-americano de 2000, a sua população era de 1 338 habitantes.
Em 2006, foi estimada uma população de 1 285, um decréscimo de 53 (-4.0%).

## Geografia
De acordo com o United States Census Bureau tem uma área de 5,3 km², dos quais 5,3 km² cobertos por terra e 0,0 km² cobertos por água. Chatham localiza-se a aproximadamente 205 m acima do nível do mar.

## Localidades na vizinhança
O diagrama seguinte representa as localidades num raio de 36 km ao redor de Chatham.